# Gud, när du andas över vår jord
Gud, när du andas över vår jord är en pingstpsalm skriven 1974 av Anders Frostenson efter en fransk refräng av Didier Rimaud 1969. Musiken är skriven 1969 av Joseph Gelineau.

## Publicerad i
- Den svenska psalmboken 1986 som nr 476 under rubriken "Pingst".
- Psalmer och Sånger 1987 som nr 523 under rubriken "Kyrkoåret - Pingst"[1]